# Hugo Paemen
Hugo Victor Albert Frans baron Paemen (Erps-Kwerps, 28 oktober 1934) is een Belgisch voormalig diplomaat.

## Levensloop
Hugo Paemen studeerde aan de Katholieke Universiteit Leuven en werd licentiaat Germaanse filologie en licentiaat politieke en sociale wetenschappen. Vervolgens trad hij in dienst van Buitenlandse Zaken. Van 1965 tot 1969 was hij op post in Parijs, van 1969 tot 1974 woordvoerder van Buitenlandse Zaken en van 1974 tot 1977 op post in Washington.
Van 1977 tot 1985 was hij kabinetschef van Europees commissaris Étienne Davignon en van 1985 tot 1987 woordvoerder van de Europese Commissie onder leiding van Jacques Delors. Van 1987 tot 1995 was hij adjunct-directeur-generaal Buitenlandse Zaken van de Europese Commissie, bevoegd voor buitenlandse handel. In deze hoedanigheid was hij namens de Europese Commissie hoofdonderhandelaar bij de Uruguay-onderhandelingsronde die leidde tot onder meer de oprichting van de Wereldhandelsorganisatie. Van 1995 tot 1999 was hij ambassadeur van de Europese Unie in Washington.
Na zijn diplomatieke carrière werd Paemen senior advisor bij het internationale advocatenkantoor Hogan Lovells. Hij doceerde tevens aan de Georgetown-universiteit in Washington, het Europacollege in Natolin en de KU Leuven, waarvan hij tevens bestuurder was. Hij was ook vicevoorzitter van de lobbygroep Trans-Atlantic Business Council.
In 2001 werd hij opgenomen in de erfelijke adel met de persoonlijke titel baron. Hij trouwde in 1960 met Irma Koninckx (1935) en ze kregen zes kinderen.

## Selecte bibliografie
- From the GATT to the WTO: The European Community in the Uruguay Round, Studies in Social & Economic History, 1995.